# イベリア戦争

ラジカと周辺地域の地図

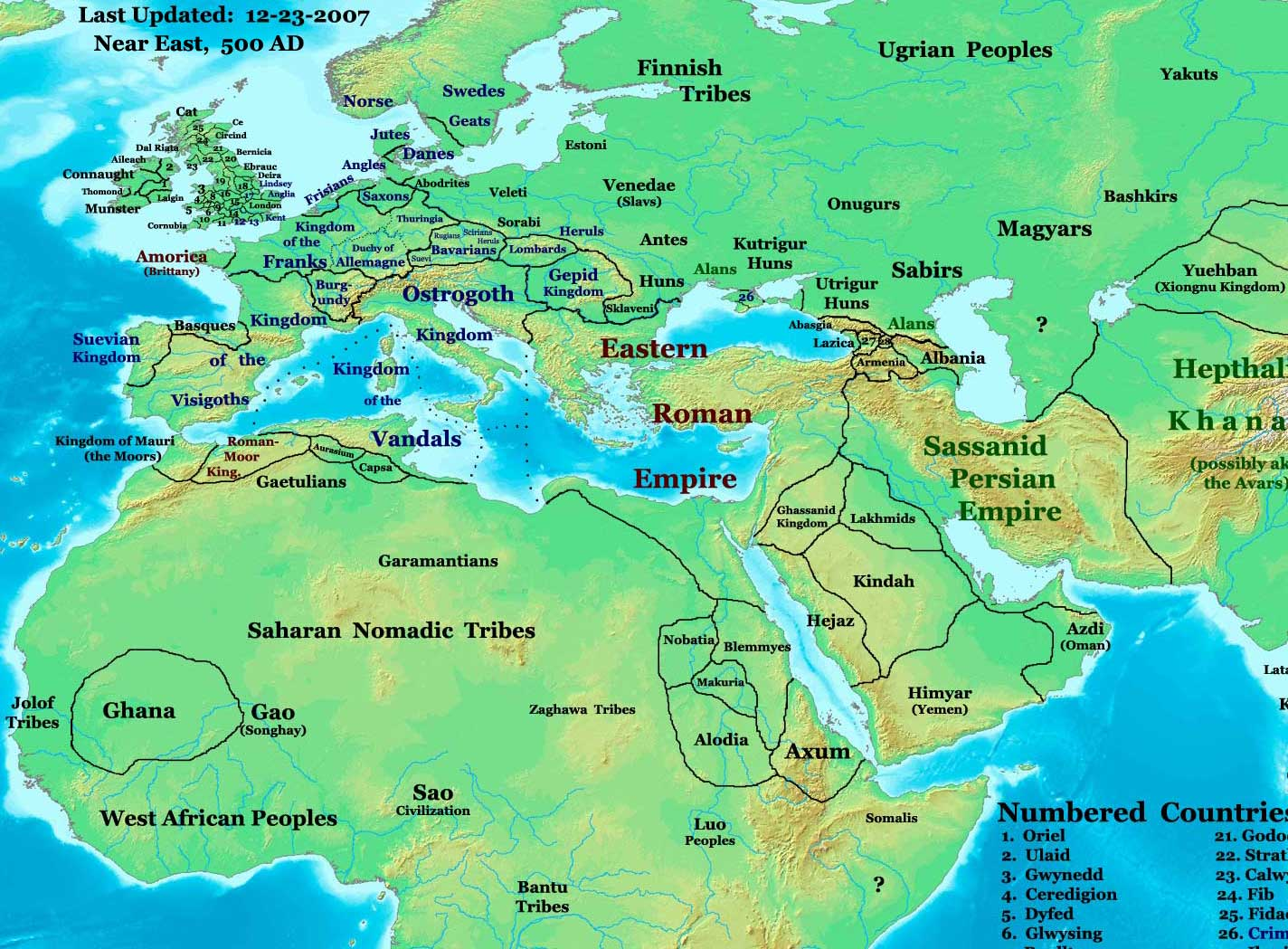
500年の時点における地中海周辺地域の地図

イベリア戦争（イベリアせんそう、英: Iberian War）は、現在のジョージア東部に位置していたイベリア王国をめぐり、東ローマ帝国とサーサーン朝の間で526年から532年にかけて行われた戦争である。戦争は当初サーサーン朝の優勢のうちに進んでいたものの、東ローマ帝国はダラとサタラにおける戦いで戦況を挽回した。サーサーン朝の王カワード1世の没後、双方の帝国は平和条約を締結した。

## 戦争の発端
イベリア戦争の前に東ローマ帝国とサーサーン朝の間で争われたアナスタシア戦争の後に7年間の休戦協定が結ばれ、休戦状態はほぼ20年間にわたって続いた。すでにアナスタシア戦争中の505年の時点において、東ローマ皇帝アナスタシウス1世（在位：491年 - 518年）が、将来の紛争に備えてペルシアの要塞都市ニシビスへ対抗するためにダラの要塞化を始めていた。その後、サーサーン朝の宗主権下にあったイベリア王国の王グルゲネスが東ローマ帝国へ亡命し、521年か522年にラジカ王ツァス1世もサーサーン朝の宗主権を拒否して東ローマ帝国へ寝返ったことにより、両国間の緊張が高まった。東ローマ帝国の歴史家のプロコピオスによれば、サーサーン朝の王カワード1世（在位：488年 - 496年, 498年/499年 - 531年）は、キリスト教徒のイベリア人をゾロアスター教徒へ強制的に改宗させようとしていた。グルゲネスは東ローマ皇帝ユスティヌス1世（在位：518年 - 527年）からイベリアを防衛するとの誓約を得、東ローマ帝国は実際にコーカサス北部からフン族の兵士を採用し、イベリア人を支援した。
524年か525年にカワード1世は、東ローマ帝国に対し息子のホスローをユスティヌス1世の養子にすることを提案した。カワード1世の優先事項は、競争相手の兄弟とマズダク教徒の派閥によって立場を脅かされていた後継者のホスローの安全を確保することにあった。この提案は当初ユスティヌス1世と彼の甥であるユスティニアヌスから非常に強い興味と歓迎を受けたものの、皇帝の法務長官プロクルスは、ホスローが東ローマの帝位を奪う可能性を懸念したために反対した。最終的に交渉が決裂したにもかかわらず、530年まで両国の主要な国境地帯における本格的な武力衝突は発生しなかった。その間、両国は南のアラブの同盟国と北のフン族を介した代理戦争を推し進めた。

## 戦争の推移
二つの帝国の力が衝突したさまざまな場所で戦争行為は拡大していった。525年に東ローマ艦隊がイエメンのヒムヤル王国を征服するためにアクスム王国の軍隊を移送させ、525年から526年にかけてサーサーン朝のアラブ人の同盟国であるラフム朝が砂漠の端の東ローマ帝国の領土を襲撃した。ローマ人はイエメンを影響下に置いてその地のキリスト教徒の利益を保護し（ナジュラーンのキリスト教徒のコミュニティーを参照）、さらにペルシアの支配下にあったインドへの香辛料と絹の交易ルートにおいて優位に立つことに関心を寄せていた。
526年か527年までに、双方の帝国間における表立った戦闘が南コーカサスとメソポタミア北部で発生した。サーサーン朝は東ローマ帝国にフン族の侵入の防御に必要な資金を支払わせるために攻勢をかけ続けた。東ローマ帝国は以前よりコーカサスの防御のための補助金をサーサーン朝に対し支払っていたものの、東方のいくつかの都市の修復に資金を必要としたことから深刻な資金不足に見舞われており、528年と529年に同じ地域を襲った一連の地震が状況をさらに悪化させた。
527年に東ローマ皇帝ユスティヌス1世が死去し、新たな皇帝としてユスティニアヌス1世（在位：527年 - 565年）が即位した。戦争の初期の数年間はサーサーン朝に優位な状況で戦況が推移した。527年までにイベリアの反乱は鎮圧され、同じ年の東ローマ帝国によるニシビスとテベサに対する攻撃は失敗し、タンヌリスとメラバサを要塞化する試みはペルシア軍の攻撃によって阻止された。
528年、ペルシア軍はイベリアからラジカ東部の要塞の占領を目指して攻勢をかけた。東ローマ軍はこれらのペルシア軍の成功によって明らかとなった自軍の欠陥の改善を試み、ユスティニアヌス1世は東方方面の軍司令官（マギステル・ミリトゥム）の指揮系統を二つに分け、北方方面に別のアルメニアの軍司令官を任命することによって東方軍を再編成した。528年の南方戦線における最も重要な東ローマ軍の戦略はベリサリウスのタンヌリスへの遠征であり、そこでベリサリウスはローマ人の労働者を保護しつつ国境に面した砦を建設しようと試みた。しかし、ベリサリウスの部隊はタンヌリスの戦いでカワード1世の皇子であるクセルクセスが率いるペルシア軍に敗れ、ダラへの退却を余儀なくされた。
529年のラフム朝によるシリアへの襲撃もユスティニアヌス1世をアラブの同盟国を強化させる方向へと向かわせた。ユスティニアヌス1世は、ガッサーン朝の王であるアル＝ハーリス・イブン・ジャバラー（在位：528年 - 569年）の下で、緩やかな連合体から強固な王国へと発展するための支援を行い、その後数十年にわたってガッサーン朝がラフム朝に対し優位に立つことを可能とした。
530年、ベリサリウスはダラの戦いで自軍よりもはるかに大軍であったペルシア軍を相手に勝利に導き、シッタスとドロテウスはサタラの戦いでミフル・ミフローエーが率いるペルシア軍を破った。531年にベリサリウスはカリニクムの戦いでサーサーン朝とラフム朝の連合軍に敗北したものの、夏の間に東ローマ軍はアルメニアにおいていくつかの砦を占領し、ペルシア軍の攻撃を撃退した。しかしカリニクムにおける東ローマ軍の失敗は調査団による追及を受け、その結果ベリサリウスは解任された。一方のペルシア軍の指揮官であったアザレテスも、重要な要塞を占領できなかったためにカワード1世の不興を買い更迭された。

## 休戦
531年のカリニクムの戦いの直後にユスティニアヌス1世の特使であるヘルモゲネスがカワード1世の下を訪れ、停戦の交渉を開始したものの合意は得られなかった。ユスティニアヌス1世は自国の立場を強化するための措置を講じ、同時にカワード1世に対して外交戦を展開した。ユスティニアヌス1世はサーサーン朝に対抗してエチオピアのアクスム王国とイエメンのヒムヤル王国との同盟関係の構築を試みたものの、同盟の提案は失敗に終わった。同年、ペルシア軍はマルティロポリス（現在のシルヴァン）を包囲した（マルティロポリス包囲戦）。しかし包囲後間もなくカワード1世が死去したために包囲を断念し、532年の春に東ローマ帝国の使節と新しいサーサーン朝の王であるホスロー1世（在位：531年 - 579年）との間で新たな交渉を開始した。ユスティニアヌス1世はペルシアとの戦争を追求するよりも、おそらくすでにローマ帝国の失われた西半分を領土を回復することにより焦点を当てていた。一方、即位後間もないホスロー1世にとっては戦争を継続するよりも自らの地位を固めることに専念する必要があった。最終的に双方は合意に達し、永久平和条約が532年9月に締結された（休戦状態は8年弱の間継続した）。両国はすべての占領地を返還し、東ローマ帝国がサーサーン朝に対し110センテナリア（11,000ポンド、約5,000キログラム）の金を一括払いすることで合意した。東ローマ帝国はラジカの要塞を取り戻し、イベリアはサーサーン朝の支配下に留まったものの、国を離れていたイベリア人は、東ローマ帝国の領土に留まるかイベリアへ戻ることを認められた。